# Guitare et Compotier (Paris)
Pour les articles homonymes, voir Guitare et Compotier.
Guitare et Compotier ou Le Guéridon noir est un tableau réalisé par le peintre français Georges Braque en 1919. Cette huile sur toile est une nature morte cubiste représentant notamment une guitare et un compotier. Un temps en propriété de Raoul Albert La Roche, elle est aujourd'hui conservée au musée national d'Art moderne, à Paris.